# 第66次長期滞在

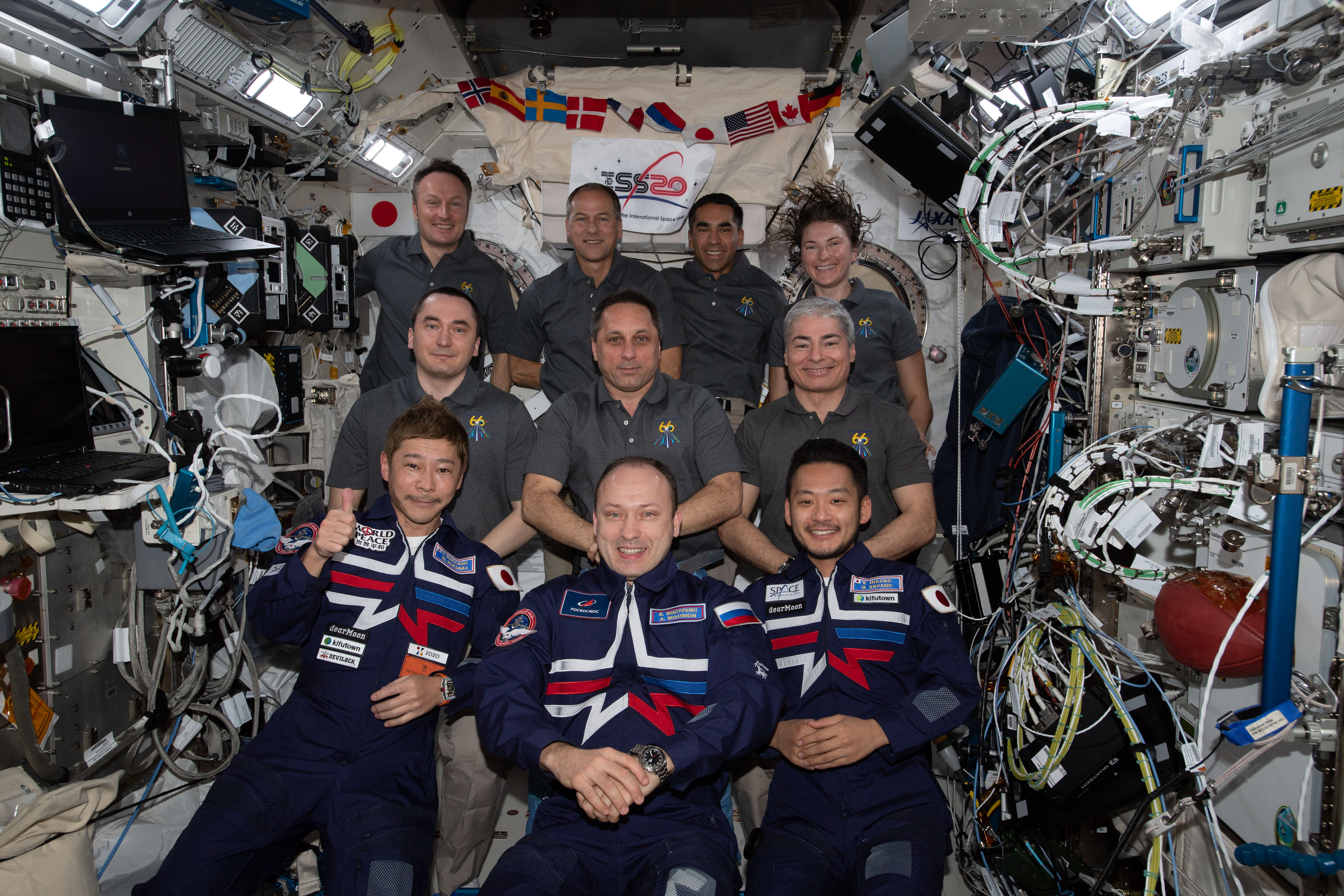
第66次長期滞在（2列目と3列目）およびソユーズMS-20のクルー（1列目）

第66次長期滞在（だい66じちょうきたいざい）は国際宇宙ステーションへの66回目の長期滞在。このミッションは2021年10月17日のソユーズMS-18の出発の後に開始された。2021年11月8日までは欧州宇宙機関の宇宙飛行士で、ISSを指揮する4人目の欧州の宇宙飛行士となり、軌道実験室を指揮する初めてのフランス人飛行士となるトマ・ペスケが指揮し、以降はソユーズMS-19で到着したアントン・シュカプレロフが指揮を引き継いだ。
ペスケは2021年4月にNASAのシェーン・キンブローとK・メーガン・マッカーサー両飛行士と、JAXAの星出彰彦飛行士とともにスペースX Crew-2でISSに運ばれた。第65次長期滞在のCrew-2のメンバーは、ソユーズMS-18で打ち上げられ、ソユーズMS-19で地球に帰還する予定のロシアのピョートル・ドゥブロフ飛行士およびNASAのマーク・T・ヴァンデハイ飛行士とともにISSでの任務を延長して第66次長期滞在のクルーとなった。ロシアのシュカプレロフ飛行士はロスコスモスとチャンネル1の合同の映画プロジェクトであるThe Challengeの映画監督クリム・シペンコおよび女優ユリア・ペレシルドの2名の搭乗者とともにソユーズMS-19で打ち上げられた。
2021年11月10日に打ち上げられたスペースX Crew-3はNASAのラジャ・チャリ、トーマス・マーシュバーンとケイラ・バロン各飛行士およびESAのマティアス・マウラー飛行士をISSへと運んだ。2022年前半に第66次長期滞在が終了すると、シュカプレロフ、ドゥブロフ、ヴァンデハイ、チャリ、マーシュバーン、バロンおよびマウラーはISSに残留し、第67次長期滞在の一部となる予定である。

## クルー

### 長期滞在クルー
| 役職                  | 第1期 （2021年10月17日 – 11月8日）                   | 第2期 （2021年11月8日 – 11日）                       | 第3期 （2021年11月12日 – 2022年3月18日）             | 第4期 （2022年3月18日 – 28日）                       |
| --------------------- | ---------------------------------------------------- | ---------------------------------------------------- | ---------------------------------------------------- | ---------------------------------------------------- |
| 船長                  | トマ・ペスケ、ESA 2回目の宇宙飛行                    | アントン・シュカプレロフ、RSA 4回目の宇宙飛行        | アントン・シュカプレロフ、RSA 4回目の宇宙飛行        | アントン・シュカプレロフ、RSA 4回目の宇宙飛行        |
| 第1フライトエンジニア | ピョートル・ドゥブロフ、ロスコスモス 1回目の宇宙飛行 | ピョートル・ドゥブロフ、ロスコスモス 1回目の宇宙飛行 | ピョートル・ドゥブロフ、ロスコスモス 1回目の宇宙飛行 | ピョートル・ドゥブロフ、ロスコスモス 1回目の宇宙飛行 |
| 第2フライトエンジニア | マーク・T・ヴァンデハイ、NASA 2回目の宇宙飛行        | マーク・T・ヴァンデハイ、NASA 2回目の宇宙飛行        | マーク・T・ヴァンデハイ、NASA 2回目の宇宙飛行        | マーク・T・ヴァンデハイ、NASA 2回目の宇宙飛行        |
| 第3フライトエンジニア | シェーン・キンブロー、NASA 3回目の宇宙飛行           |                                                      | ラジャ・チャリ、NASA 1回目の宇宙飛行                 | ラジャ・チャリ、NASA 1回目の宇宙飛行                 |
| 第4フライトエンジニア | K・メーガン・マッカーサー、NASA 2回目の宇宙飛行      |                                                      | トーマス・マーシュバーン、NASA 3回目の宇宙飛行       | トーマス・マーシュバーン、NASA 3回目の宇宙飛行       |
| 第5フライトエンジニア | 星出彰彦、JAXA 3回目の宇宙飛行                       |                                                      | ケイラ・バロン、NASA 1回目の宇宙飛行                 | ケイラ・バロン、NASA 1回目の宇宙飛行                 |
| 第6フライトエンジニア | アントン・シュカプレロフ、RSA 4回目の宇宙飛行        |                                                      | マティアス・マウラー、ESA 1回目の宇宙飛行            | マティアス・マウラー、ESA 1回目の宇宙飛行            |
| 第7フライトエンジニア |                                                      |                                                      |                                                      | オレッグ・アルテミエフ、RSA 3回目の宇宙飛行          |
| 第8フライトエンジニア |                                                      |                                                      |                                                      | デニス・マトベエフ、RSA 1回目の宇宙飛行              |
| 第9フライトエンジニア |                                                      |                                                      |                                                      | セルゲイ・コルサコフ、RSA 1回目の宇宙飛行            |

### 長期滞在以外の訪問者
| ミッション    | 宇宙飛行士 | 結合（UTC）         | 離脱（UTC）    | 期間 |
| ------------- | --- | ------------------- | -------------- | ---- |
| ソユーズMS-20 | アレクサンドル・ミシュルキン、RSA 前澤友作、SA 平野陽三、SA | 2021年12月8日 13:41 | 2021年12月20日 | 12日 |
| ソユーズMS-20 | 前澤と平野は日本からの初めての宇宙旅行者となった。前澤はスペース・アドベンチャーズから2名分の座席を購入した。前澤の予備クルーは準備されていなかったが、平野の予備として小木曽詢が用意されていた。 |                     |                |      |